# 諾活
諾活是南澳州阿德萊德一個地域行政分區，距離阿德萊德市中心以東約4公里。諾活是諾活卑尼咸及聖彼得市政局所在地，是南澳州最古老的地方政府機構，人口超過34,000人。

## 歷史
諾活地名命名來自英國倫敦的諾活堅連，於1847年設立。1970年，諾活居民發起示威，抗議當局將原有諾活賽車場改建成高層住宅。

## 地理
諾活由四個部份組成，主要按巴域大道分為南北兩半、再按柯士文臺（Osmond Terrace）分為東西兩半。諾活南接京盛頓道、北接墨喬道、東接砵屈殊道、西接富來頓道。諾活是一個綠色市鎮，區內大部份街道兩旁都種植梧桐樹及老式房屋。儘管近年州政府提倡市區重建，按阿德萊德市中心標準將諾活發展成高密度地區。
柯士文臺（Osmond Terrace）是一條分隔道路，寬闊草地為道路的中央分隔帶。鄰近有一座戰爭紀念館，以紀念參與第一次世界大戰及第二次世界大戰的澳紐軍團。位於巴域大道的諾活大會堂，以及超過150年歷史、位於砵屈殊道交界的克萊頓韋斯利聯合教堂（Clayton-Wesley Uniting Church）是諾活的著名地標；不過教堂實際位於巴拿柏，並非今日諾活區內。

## 人口
第二次世界大戰後，不少歐洲移民遷至諾活，其中大部份為意大利裔移民，故此巴域大道一帶有不少意大利餐廳及時裝店。諾活的古老建築及波希米亞主義可以看到，諾活選民的政治立場通常偏向左翼。

## 交通
阿德萊德都會交通設有數條巴士線穿過諾活，包括：
| 路線                    | 取道     |
| ----------------------- | -------- |
| 300                     | 砵屈殊道 |
| 106 H30 H33             | 墨喬道   |
| 140 H20 H21 H22 H23 H24 | 巴域大道 |
| 141 142                 | 京盛頓道 |

## 體育

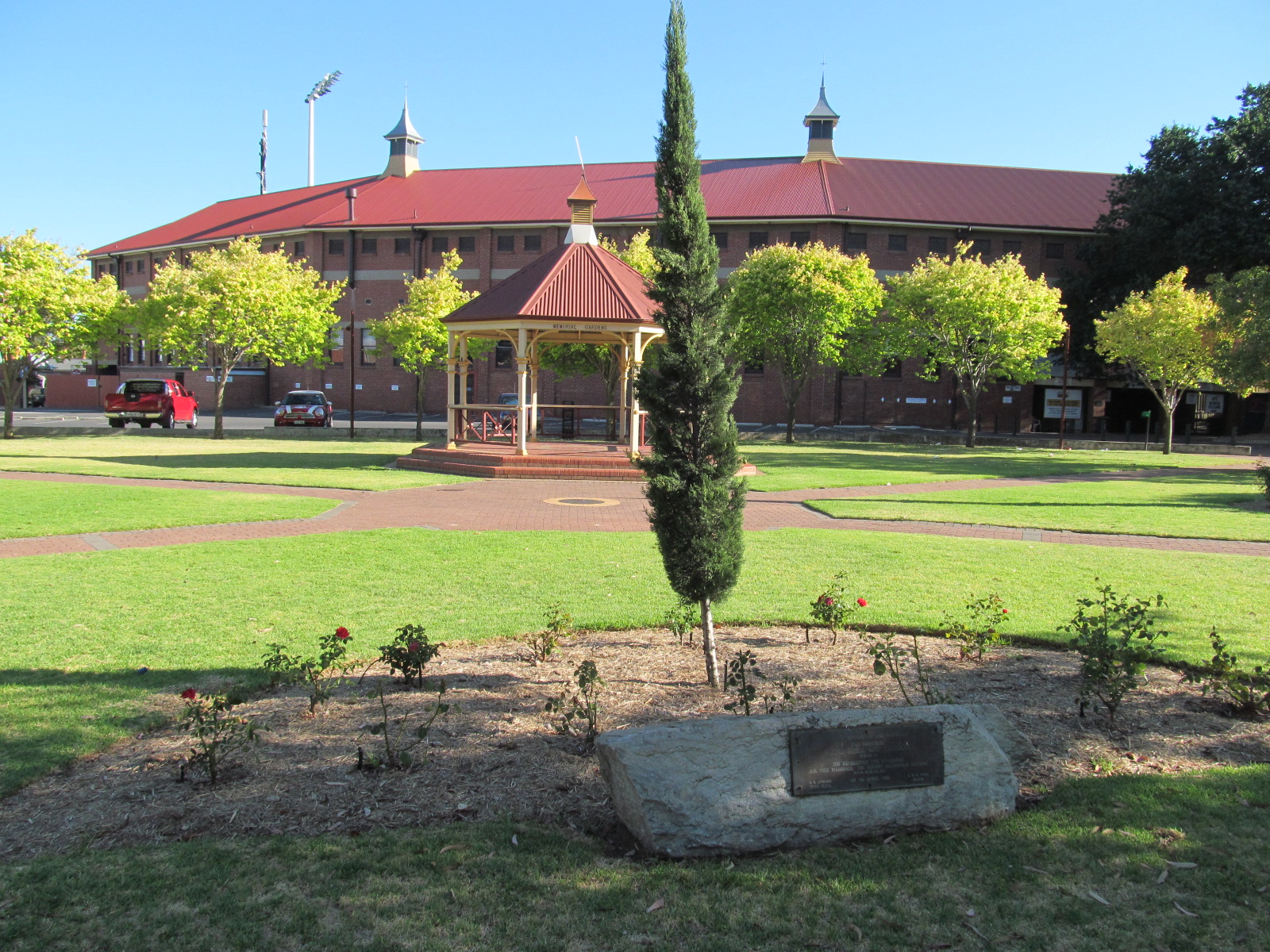
諾活橢圓球場

位於巴域大道的諾活橢圓球場（Norwood Oval）是諾活足球會、阿德萊德比特的主場，南澳國家足球聯盟。

## 旅遊景點

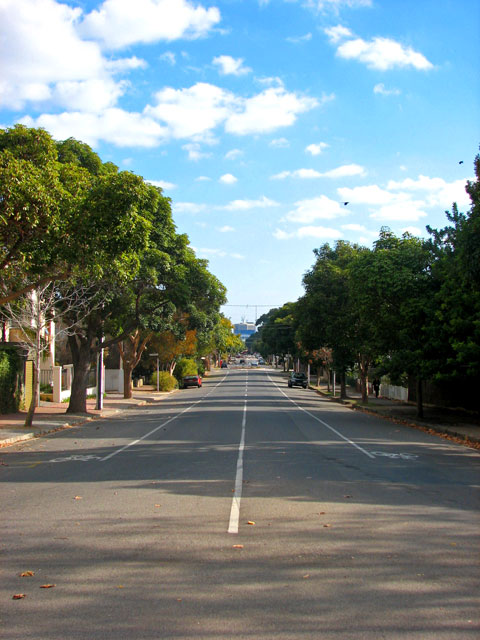
諾活威廉街（William Street）西望阿德萊德市中心

巴域大道中部的商業區、餐廳、咖啡店、時尚精品店和美髮店都是諾活的主要景點之一。

### 教堂
諾活的聖伯德教堂（Saint Bartholomew's Church）與位於京盛敦的聖馬太教會有密切關係，有三位牧師同屬兩間教會；兩者同屬福音主義及保守的聖公宗教會。
而聖依納爵天主教堂，是由耶穌會士在1860年代建造，1872年完工，是諾活的特色景點。聖若瑟聖心修女會創辦人聖十字瑪麗曾居於聖依納爵天主教堂。

## 著名居民
- 凱瑟琳·海倫·斯彭斯（英语：Catherine Helen Spence）：婦女權益運動者
- 鄧士騰（英语：Don Dunstan）：前南澳州州長
- 雷金納德·布倫德爾（英语：Reginald Blundell）：政治家
- 斯坦利·普莱斯·威尔：澳大利亞陸軍軍官、公務員
- 聖十字瑪麗：澳洲第一位被天主教會冊封的聖人
- CJ·丹尼士（英语：CJ·丹尼士）：作家
- 梅·吉布斯（英语：梅·吉布斯）：作家
- 馬里奧·安德烈亞基奧（英语：Mario Andreacchio）：導演
- 楊寶玲：廚師、藝術家、作家
- 湯馬力（英语：Alexander Tolmer）：前南澳警務處處長

## 外部連結
34°55′23″S 138°37′59″E / 34.923°S 138.633°E